# Paul Manship
 (8 août 2025).
Paul Howard Manship né le 24 décembre 1885 à Saint Paul dans l'État du Minnesota et mort le 28 janvier 1966 à New York est un sculpteur américain du XXe siècle.

## Biographie

### Jeunesse et formation
Paul Manship, né le 24 décembre 1885 à Saint Paul dans l'État du Minnesota, est le septième et dernier enfant de Charles Henry Manship et de Mary Etta Friend épouse Manship,,,. 
Peu enclin à suivre des études, il ne finit pas ses études secondaires dans un établissement spécialisé dans les arts mécaniques avec le projet de devenir un peintre en lettres. Il devient l'ami de son condisciple Nathaniel Pousette-Dart (en) qui deviendra un peintre réputé. Découvrant qu'il est daltonien Paul Manship abandonne toute carrière dans le domaine de la peinture pour se tourner vers la sculpture et il commence par réaliser des sculptures représentant les visages de sa famille alors qu'il est âgé de 16 ans,,. 
Grâce à son frère aîné Luther Manship il entre au Bureau of Engraving (« Bureau des gravures ») de Minneapolis. 
En 1905, sur les recommandations de son frère Luther Manship auprès de George Bridgman il part pour New York où il suit des cours auprès de l'Art Students League of New York. Il y suit les cours de Jo Davidson

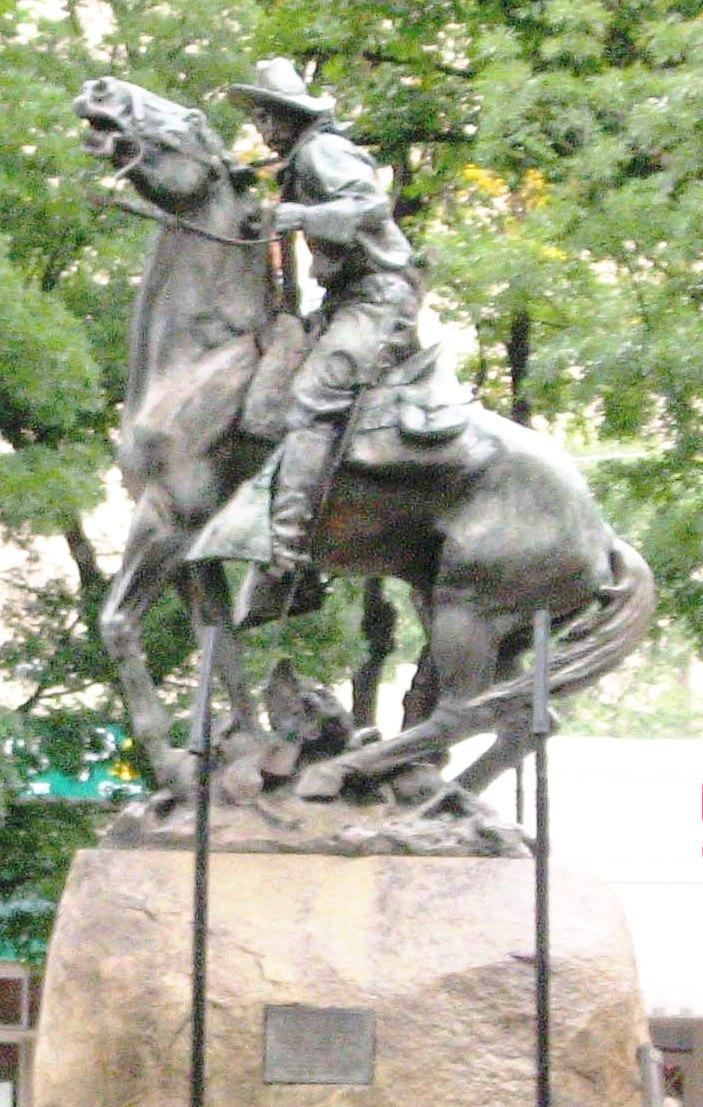
Statue The Rough Rider Monument réalisée par Solon Borglum en 1907.

Puis de 1905 à 1907, il est accepté comme assistant de Solon Borglum pour un salaire hebdomadaire de 2 $et emménage à Mamaroneck. Solon Borglum le convie pour l'assister pour deux de ses oeuvres dont The Rough Rider connu également sous le titre de Buckey O'Neill Monument (en) qui est sa première expérience de statue équestre,,,. 
Durant cette période, il sculpte deux chevaux  qui sont exposés en 1907 à l'Académie américaine des beaux-arts,,. 
Cette même année de 1907, il suit des cours auprès de la Pennsylvania Academy of Fine Arts de Philadelphie, notamment auprès du sculpteur Charles Grafly (en) un élève de Thomas Eakins  ainsi qu'avec d'autres sculpteurs de cette académie,,,,
Durant l'été 1908, Paul Manship, s'embarque pour l'Espagne avec son condisciple Hunt Diederich (en), ils font des dessins des différents paysages et monuments rencontrés. Quand ils visitent l'Andalousie, Paul Manship rencontre les traditions artistiques du monde méditerranéen qui le marquent profondément,.
De retour aux Etats-Unis, il est employé par le sculpteur new-yorkais d'origine viennoise Isidore Konti (en) où il est rémunéré 3 $  par jour,. 
L'une de ses premières statues datant de 1911 est achetée par Herbert L. Pratt (en) pour l'installer dans le jardin de sa résidence à Glen Cove, un second lot est acheté par la Fairmount Park Association de Philadelphie pour installer les statues dans le Rittenhouse Square à Philadelphie,. 

#### Premier prix

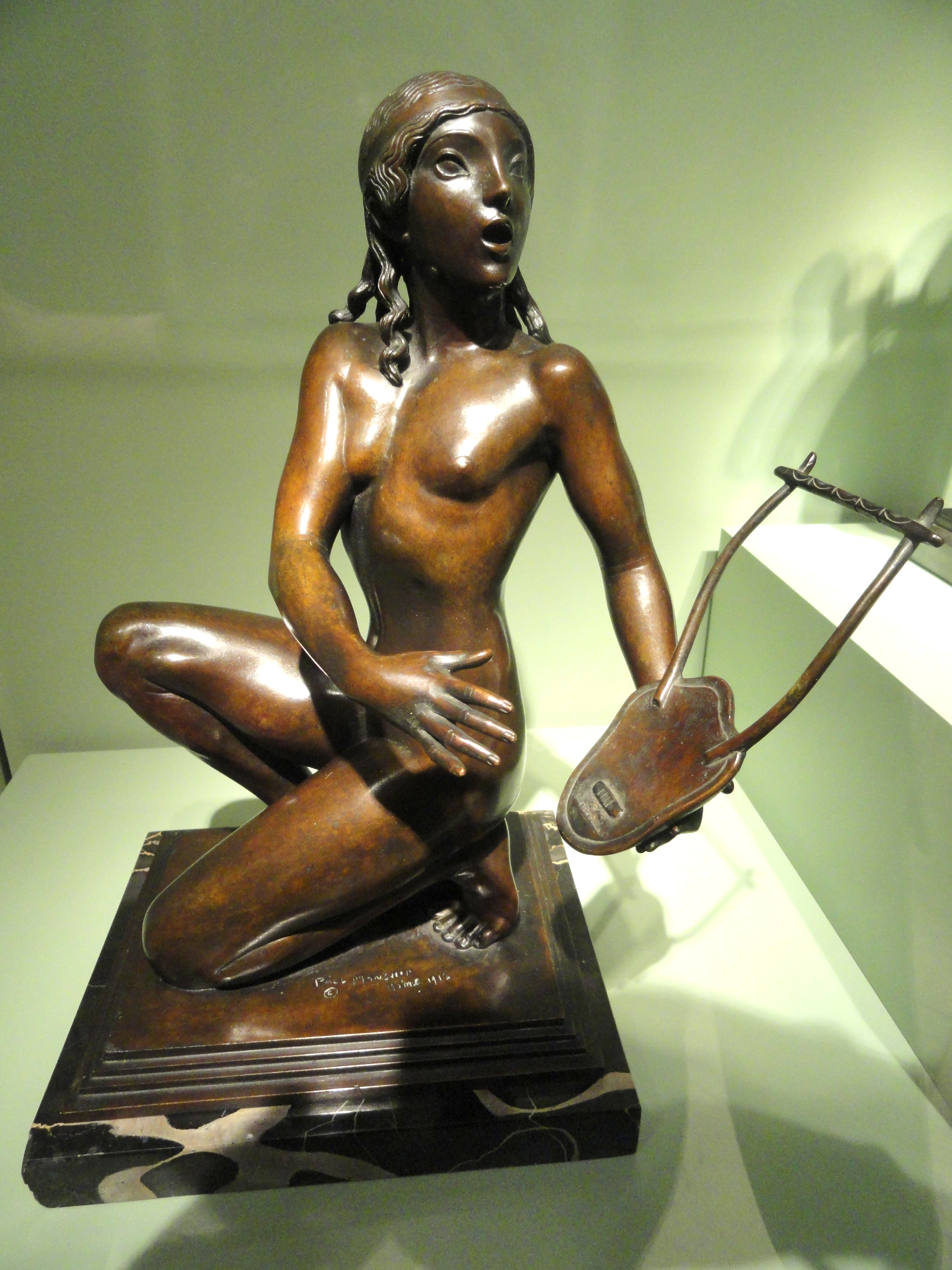
Lyric Muse, statue de Paul Manship réalisée en 1912.

En 1912 , Paul Manship en présentant sa statue Rest After Toil est le lauréat du Prix de Rome américain ce qui lui vaut l'obtention d'une bourse décernée par l'American Academy in Rome qui lui permet de prolonger ses études pendant trois ans avec un traitement annuel de 1 000 $, pendant ce temps, il est logé à la Villa Mirafiori à proximité de la Porta Pia,,,.

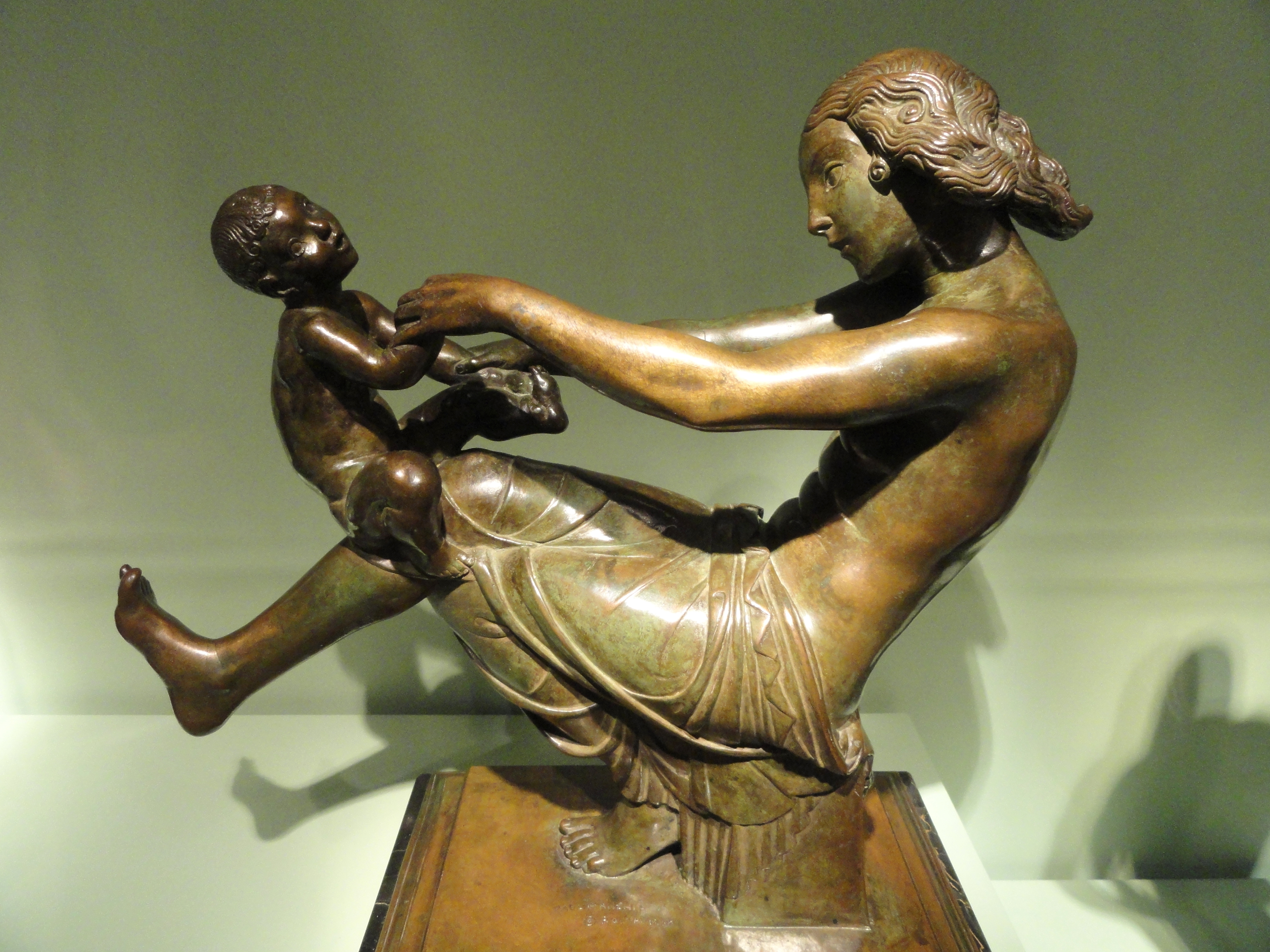
Playfulness statue de Paul Manship.

Grâce à cette bourse il se rend en Italie étudier l'art de la Renaissance, plus spécifiquement l'œuvre de Michel Ange et de Donatello ;  après il s'arrête à Pompéi y admirer les fresques et les statuettes de bronze. Puis il visite la Grèce pour étudier les sculpteurs de la Grèce antique tels que ceux du style sévère comme Phidias et Polyclète et ceux de l'ère préclassique. Pour cela il visite les sites archéologiques d'Athènes, d'Olympie, de Délos Delphes. Enfin il se rend en Egypte. Lors de ces voyages, il est fortement influencé par divers styles à savoir ceux de l'art gréco-bouddhique du Gandhara et de l'Empire kouchan, du Minoan art (en) et de l'Assyrian sculpture (en). Ces voyages lui inspirent différentes oeuvres telles que Lyric Muse, Playfulness et Satyr and Sleeping Nymph, qu'il complète en 1913 avec Duck Girl,,,. 
Par ailleurs, ces divers voyages le libèrent de l'ombre tutélaire que représente Auguste Rodin sur les sculpteurs de son temps. Sa position esthétique devient un anti-Rodin, comme le font d'autres sculpteurs tels que Matisse ou issus du mouvement cubiste. Il se distancie de ces derniers en prônant un revivalisme de la sculpture antique et plus particulièrement de la statuaire grecque archaïque.   

### Vie professionnelle
En 1912, dès son installation à Washington Mews (en) Paul Manship  fait la connaissance d'un sculpteur démuni Gaston Lachaise qu'il embauche comme assistant. Gaston Lachaise a étudié à l'Académie des beaux-arts de Paris, après cela il a travaillé avec le joaillier René Lalique puis est embauché comme assistant par le sculpteur américain Henry Hudson Kitson dont l'atelier est à proximité de celui de Gertrude Vanderbilt Whitney.
À partir de 1912, Paul Manship apprend le français et l'italien avec l'aide de l'épouse de Solon Borglum, ce qui lui permet de lire différents historiens et historiens de l'art. Grâce à cela il entretient des liens avec  Bernard Berenson, Archibald MacLeish, Etienne Gilson, Stanley Casson, Thomas Craven (critique d'art ) (en).
Il lit également Les Vies des meilleurs peintres, sculpteurs et architectes par Giorgio Vasari, Robert Graves, les récits de la mythologie grecque, les comédies Les Nuées et Les Grenouilles d'Aristophane, les sagas de Snorri Sturluson, la Völsunga saga.
Paul Manship reçoit des commandes, la première pour une statue en hommage au peintre John Lafarge, puis grâce à Daniel Chester French une autre statue titrée Soldier of the Revolution War à Danville dans l'État de l'Illinois.

#### Premières expositions
En février 1913, il présente dix statues à une exposition organisée par l'Architectural League of New York (en) ses oeuvres reçoivent un accueil positif de la part de Kenyon Cox et de Charles Henry Caffin,,,. 

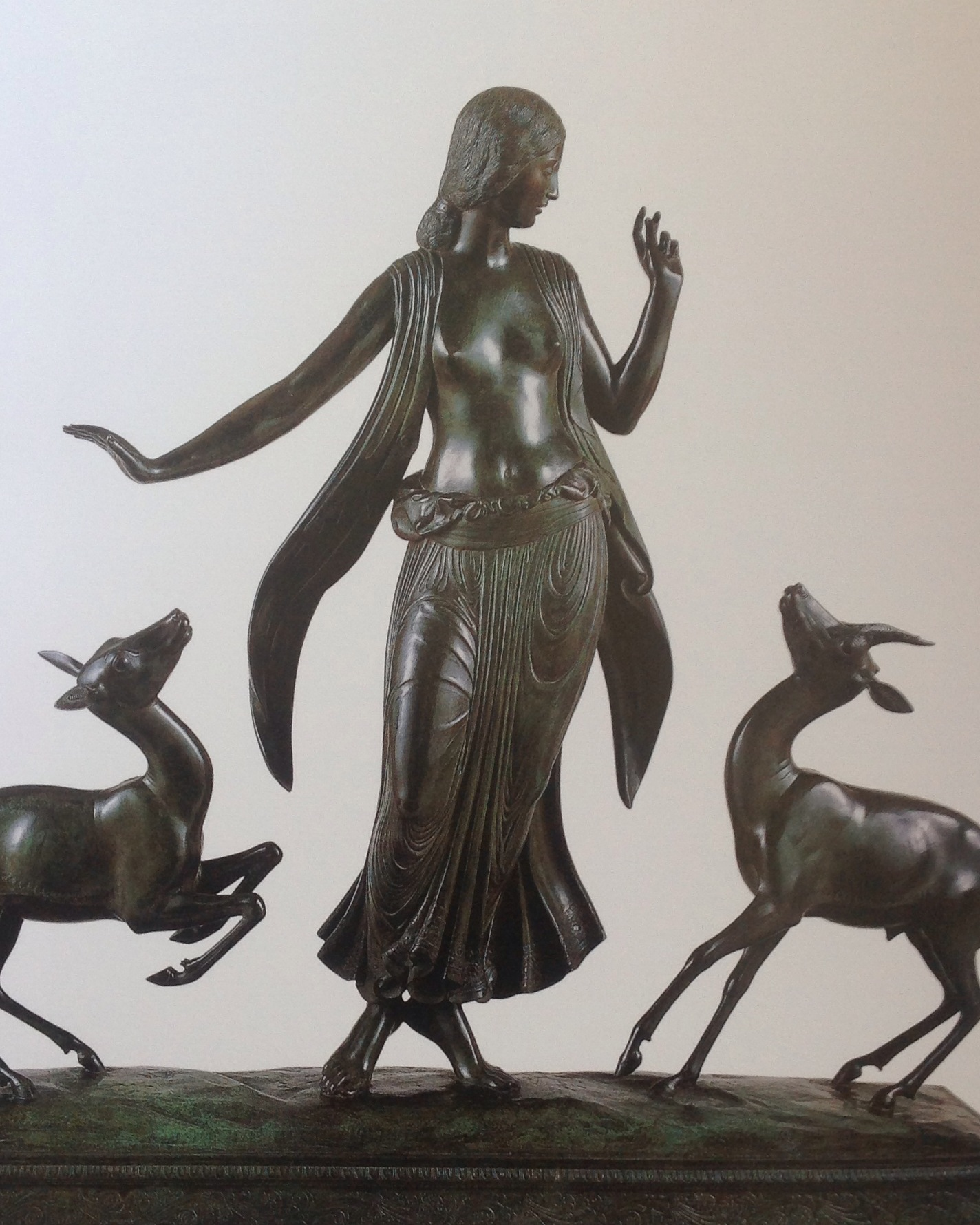
Dancer and Gazelle statue de Paul Manship réalisée en 1917.

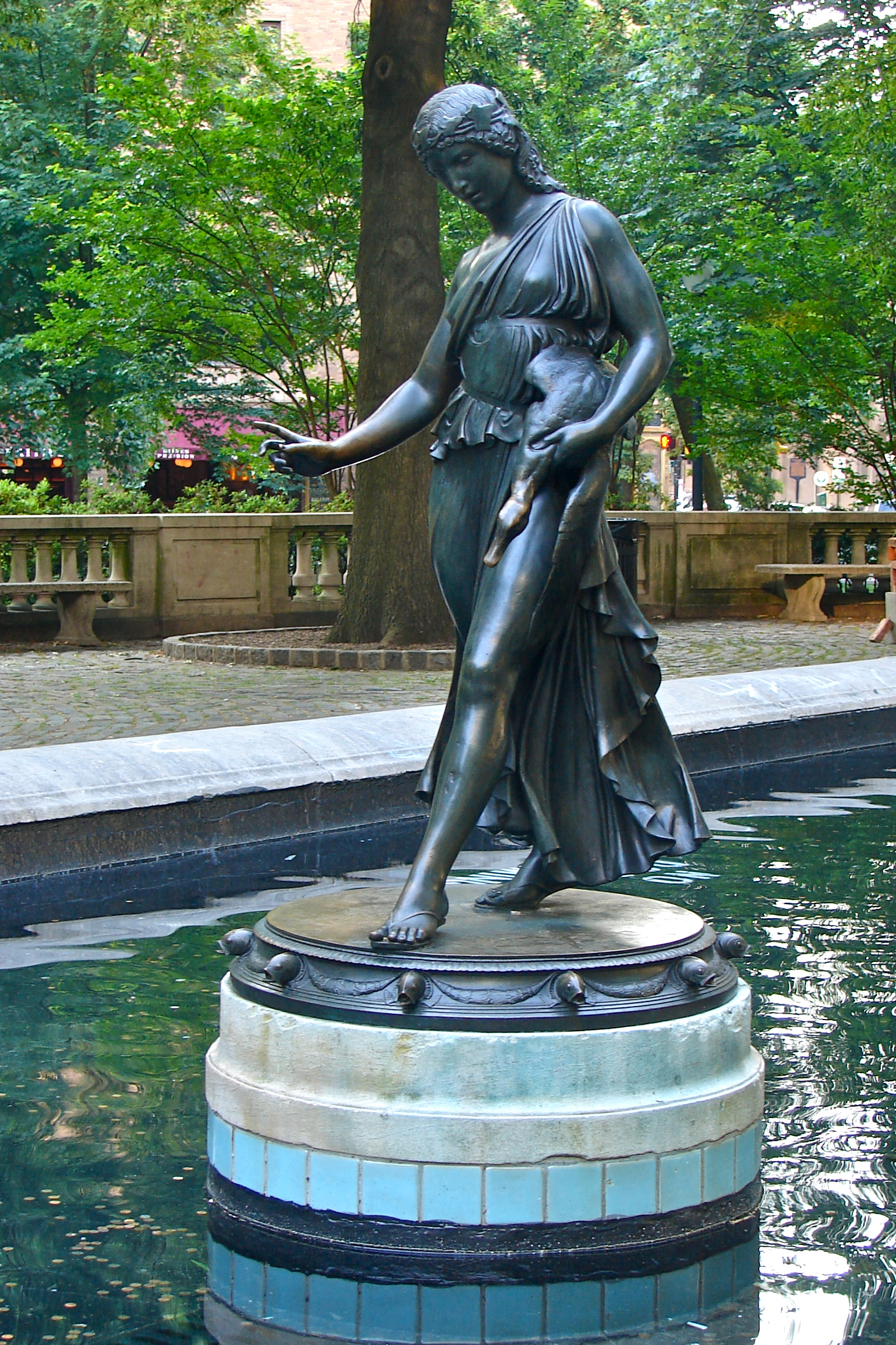
Duck Girl statue de Paul Manship réalisée en 1914.

Durant l'été 1913,  Paul Manship expose 26 bronzes lors d'une exposition qui se tient à la Jesup Memorial Library (en) de Bar Harbor dans l'État du Maine à partir du 14 aout 1913 jusqu'au 2 septembre 1913. Exposition organisée par Edward Robinson, conservateur du Metropolitan Museum of Art.   
En décembre 1913, Paul Manship expose cinq de ses œuvres à l'Académie américaine des beaux-arts, Centaur and Dryad est récompensé par le Helen Foster Barnett Prize, cette composition est achetée en 1914 par le Metropolitan Museum of Art. À son sujet, Herbert Adams président de la National Sculpture Society (en) écrit : It is not impossible that this man alone may be worth to American art. (« Il n’est pas impossible que cet homme à lui seul puisse représenter ce qui est le mieux  pour l’art américain. »),.  
Sa fille Pauline Frances Manship nait en décembre 1913, il célèbre l'événement en réalisant une médaille Amoris Triumphus et un portrait de sa fille âgée de trois ans,.   
En 1914, Paul Manship expose 14 de ses oeuvres à la Pennsylvania Academy of the Fine Arts,  sa statue Duck Girl est récompensée par la Widener Gold Medal (en),,.    

#### Voyage en Italie

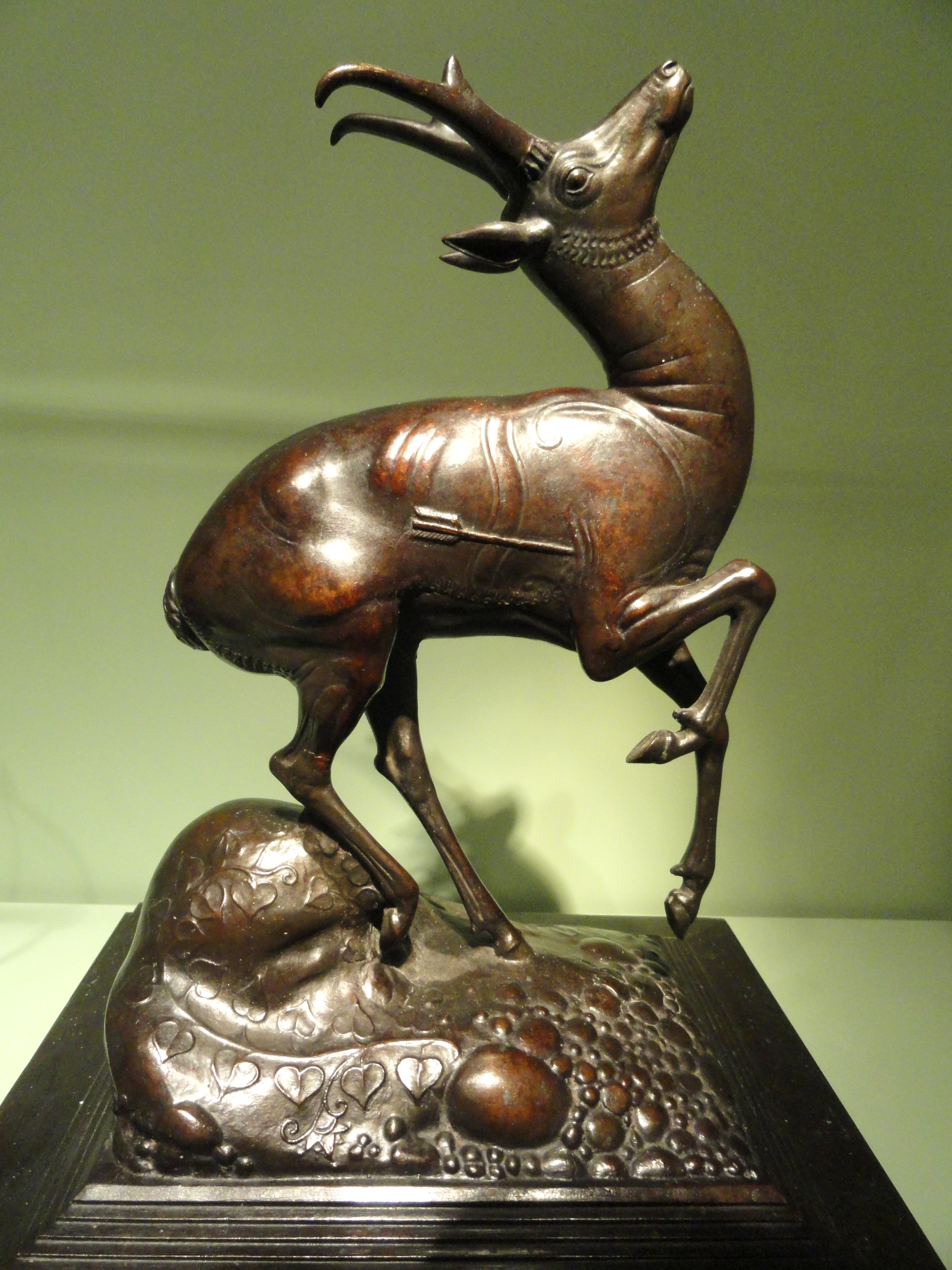
Statue Pronghorn Antelope réalisée en 1914, faisant partie d'un ensemble Indian and Pronghorn Antelope par Paul Manship.

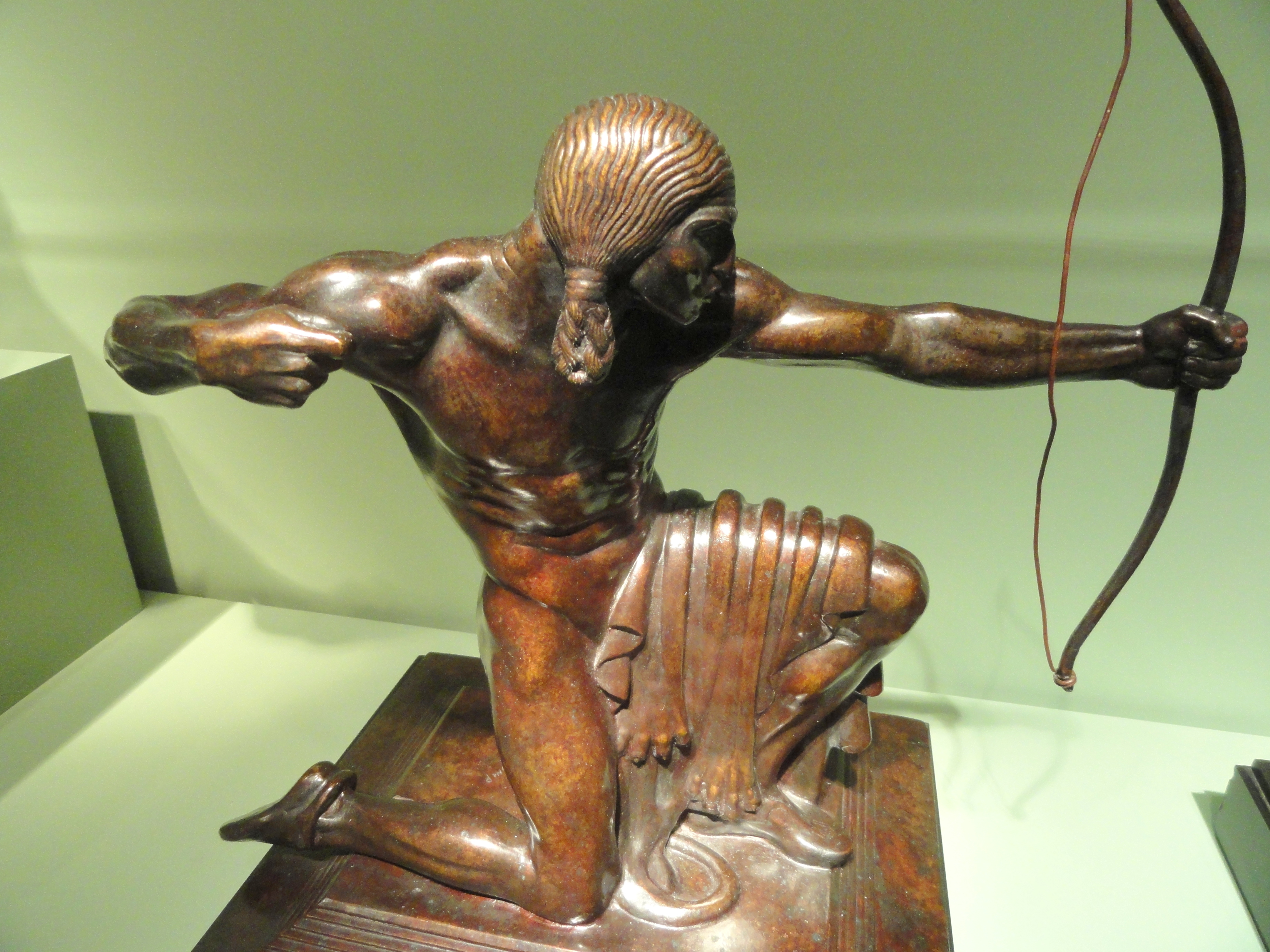
Statue Indian faisant partie d'un ensemble Indian and Pronghorn Antelope réalisé par Paul Manship en 1914

En aout 1914, Paul Manship part avec sa famille en Italie, durant son séjour d'un mois il réalise une fontaine établie d'après la légende de Hercule enfant qu'il présente à l'American Academy in Rome.    

#### Expositions aux États-Unis
En 1915, de retour aux États-Unis, il expose un ensemble Indian and Pronghorn Antelop et sa dernière réalisation Salome,.   
Avec l'aide de son nouvel assistant Beniamino Bufano (en) il prépare les oeuvres qu'il présentera à l'occasion de l'Exposition internationale de Panama-Pacific qui se tient à San Francisco en 1915, où il présente entre autres sa statue Salomé. Œuvre inspirée par les peintures illustrant le Ragmala.   
En 1916, il organise une exposition à la Berlin Photographic Gallery de New York, c'est un succès près d'une centaine de ses oeuvres sur 150 sont vendues. Sa statue Dancer and Gazelle y est la star. Pour le sculpteur Jacques Lipchitz Dancer and Gazelle a pour précédent la statue Femmes et Gazelles de Marcel Bouraine ,.    

#### Reuben Nakian

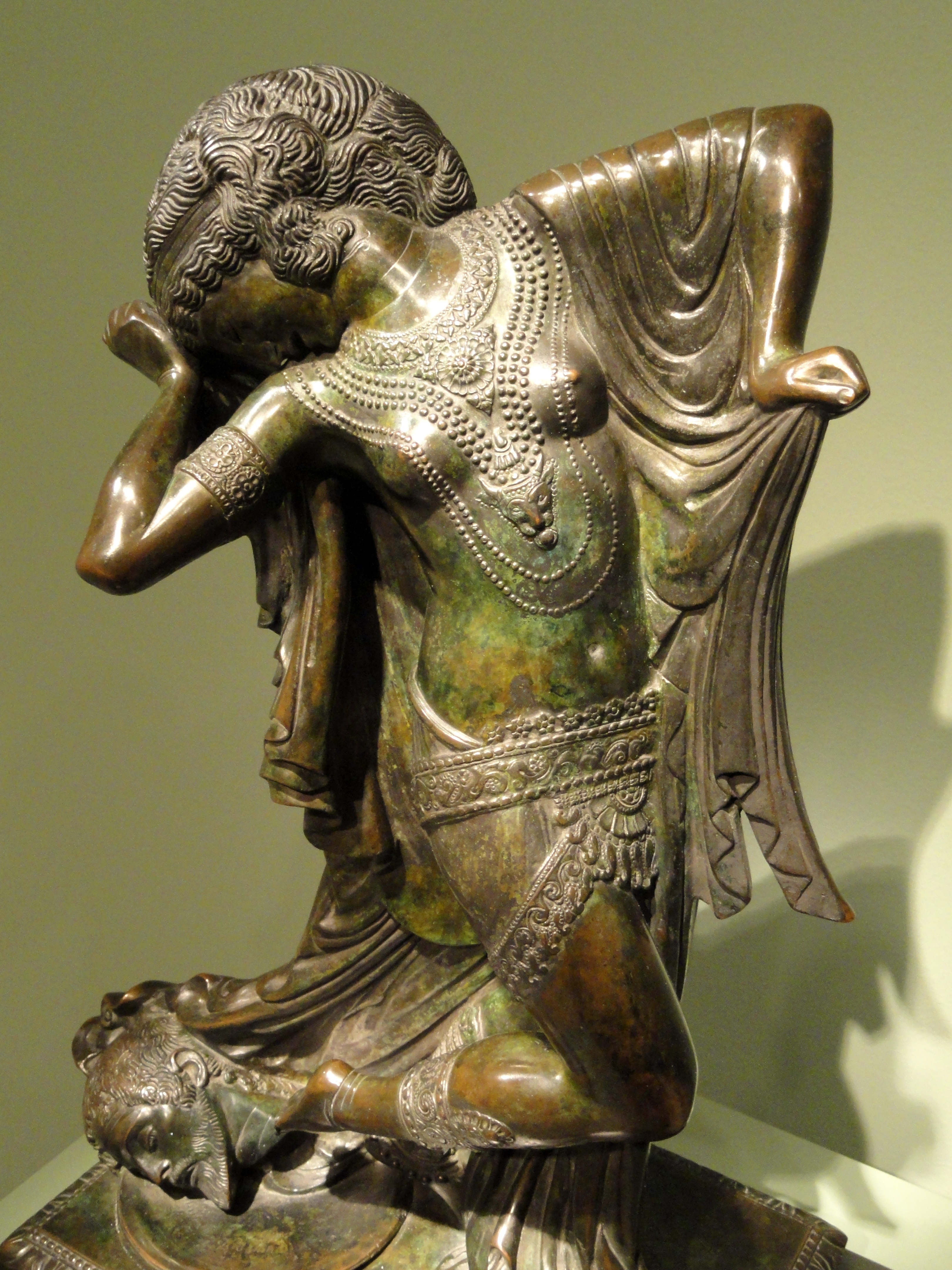
Salome, statue réalisée par Paul Manship en 1915.

Paul Manship, est impressionné par les dessins tracés à la sanguine du jeune Reuben Nakian (en), ce dernier a étudié la peinture et le dessin auprès de Robert Henri et Homer Boss (en), quoiqu'il en soit, il l'embauche comme assistant. Reuben Nakian est formé par Gaston Lachaise qui lui apprend les techniques de taille de la pierre, du moulage en plâtre, de la patine du bronze. Reuben Nakian apprend également les diverses relations qui se font entre les sculpteurs, les architectes, les planificateurs et les clients ainsi que les commissions qui doivent être versées aux différentes parties.     

#### Ananda K. Coomaraswamy
Quand en 1917, Ananda K. Coomaraswamy est nommé conservateur du département dédié à l'art indien du Musée des Beaux-Arts de Boston, il y acquiert un des multiples exemplaires de Dancer and Gazelle, c'est une reconnaissance de la maturité de Paul Manship.

#### Première Guerre Mondiale
À la fin de l'année 1918, Paul Manship se porte volontaire pour servir dans la Croix-Rouge américaine. Lorsqu'il est démobilisé il crée une médaille du souvenir la Victory Pin, chaque exemplaire est vendu 1 $, somme reversée à l'Art War Relief de la Croix Rouge américaine.

#### Une commande de John Singer Sargent
En 1918, John Singer Sargent obtient une commande à destination de Paul Manship pour qu'il réalise buste en marbre de John D. Rockfeller . Avant cela Paul Manship étudie comment les anciens sculptaient des bustes des célébrités de leur temps. De fait, la statue est largement  inspirée par les bustes des sénateurs illustres de la République romaine,     qui sera exposée en 1920 à la galerie Scott & Fowles de New York, puis à la Leicester Galleries de Londres en 1921. Les critiques britanniques admirent comment Paul Manship sa faculté à s'imprégner de la statuaire grecque,, ,         

#### Le John Pierpont Morgan Memorial

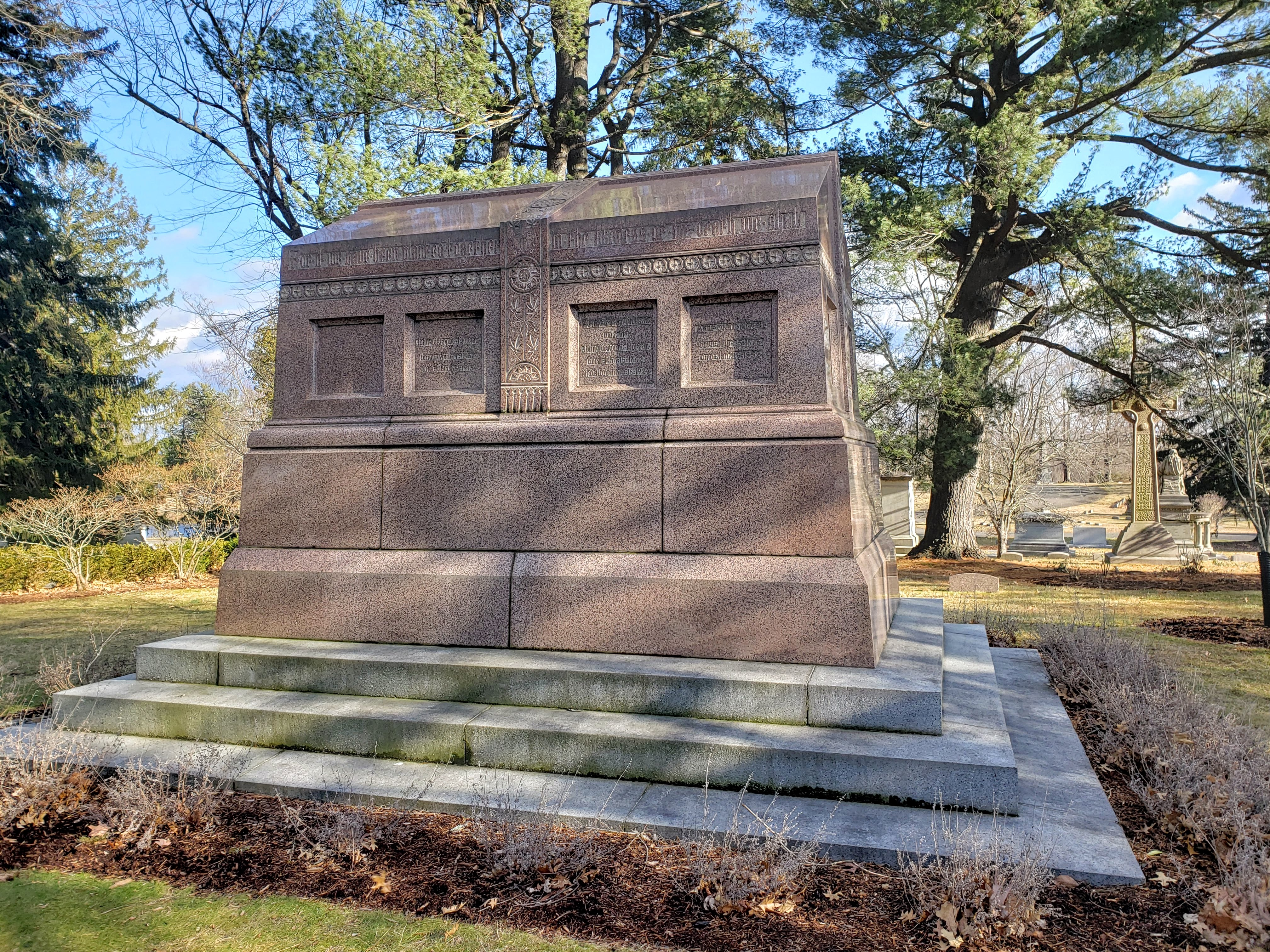
Le mémorial John Pierpont Morgan, réalisé par Paul Manship.

La même année le Metropolitan Museum of Art lui commande de réaliser le  J.P. Morgan Memorial (« Mémorial J.P. Morgan »). Dans un premier temps la famille Pierpont avait choisi le sculpteur Daniel Chester French, mais en étudiant les dessins envoyés par Paul Manship, elle jette son dévolu sur celui-ci. L'un des critères de la sélection est le fait que sur chacune des colonnes de côtés, Paul Manship sculpte en haut relief des figures allégoriques symbolisant les centres d'intérêts de J.P. Morgan à savoir le commerce, la finance, la science, l'art, la littérature et l'archéologie, cela avec l'aide de son assistant Gaston Lachaise ,,,.         

### Vie privée
En janvier 1913, Paul Manship épouse Isabel McILwayne, le couple s'installe à Washington Mews (en) dans le Greenwich Village, appartement suffisamment grand pour établir un atelier de sculpture,.

## Prix et distinctions
- 1909 : obtention d'une bourse décernée par l'American Academy in Rome[1],[2]
- 1913 et 1917 :  Lauréat de Académie américaine des beaux-arts pour Centaur and Dryad (1913) et Dancer and Gazelle (1917)[1],[2],[3],
- 1914 : Récipiendaire de la  Widener Gold Medal (en) décernée par la Pennsylvania Academy of the Fine Arts[1],
- 1915 : Récipiendaire de la médaille d'or lors de l'Exposition internationale de Panama-Pacific qui s'est tenue à  San Francisco[1].
- 1921 : Récipiendaire de la médaille d'or décernée par l'American Institute of Architects[3].
- 1924 : Lauréat du J. Sanford Saltus Medal Award (en) décerné par l'American Numismatic Society[3].

## Expositions permanentes
Plusieurs musées exposent de façon permanente des sculptures et bas-reliefs de Paul Manship.
- L'Art Institute of Chicago[28],
- Le musée d'art Nelson Atkins[29],
- Le musée des beaux-arts du Canada[30],
- Le Museum of Modern Art [31].
- La National Gallery of Art[32],
- Le RKDartist[33],
- Le Smithsonian American Art Museum[34],
- L'Union List of Artist Names[35],